# The Perfect Score
The Perfect Score (La calificación perfecta, La prueba perfecta o La marca perfecta en Hispanoamérica, y La puntuación perfecta en España) es una película adolescente del 2004 dirigida por Brian Robbins. Es protagonizada por Chris Evans, Erika Christensen, Bryan Greenberg, Scarlett Johansson, Darius Miles, y Leonardo Nam. Se estrenó el  27 de enero de 2004.
Tiene similitudes con otras películas de escuelas secundarias, incluyendo The Breakfast Club y Dazed and Confused, que son a menudo referidas en la película. Sin embargo, la película fue criticada por la mayoría de los especialistas y funcionó bastante mal en la taquilla.

## Trama
La película se centra en un grupo de seis alumnos cuyos futuros se ven comprometidos sí fallan en el próximo examen SAT. Conspiran juntos para entrar al edificio ETS y robar las respuestas del examen, así pueden obtener la puntuación perfecta. La película trata sobre los temas de su futuro, moral, individualidad, y sentimientos.

## Reacción
La película fue criticada negativamente por casi todos los especialistas, dándole un puntaje de 18 en Rotten Tomatoes. El crítico Keith Uhlich de Slant Magazine lo llamó "una película de MTV de la que muchos moralistas de la derecha política pueden estar orgullosos, ya que plantea un mundo esencialmente estadounidense de conformidad racial, intelectual y sexual". Muchos compararon la película desfavorablemente con The Breakfast Club, y muchos lo llamaron una estafa. Entertainment Weekly escribió la película siendo "como The Breakfast Club como un videojuego para tontos."
Del mismo modo, Roger Ebert recibió la película con dos estrellas de cuatro, llamando a la película "muy agradable al paladar. Mantiene un tono de seriedad, y depende de la aventura por mucho de su valor de entretenimiento." La crítica de Ebert puntuó que The Perfect Score se dio un lanzamiento mundial, pero Better Luck Tomorrow, un drama adolescente que recibió más aclamación, fue dado un lanzamiento limitado.
La película se estrenó en 2,208 cines y recaudó $4.8 millones, haciendo un promedio de $2,207 por cine.
La película sufrió una fuerte caída en las siguientes semanas y terminó su funcionamiento en EE. UU. con $10.3 millones.